# Groß-Holum
Groß-Holum ist ein altes ostfriesisches Warfendorf, das zwei Kilometer südwestlich des Nordseeheilbades Neuharlingersiel liegt.
Auf einer Landkarte von 1579 ist die Ortsbezeichnung Holum bereits zu finden. Die umliegenden Weiden wurden damals bei Sturm teilweise überflutet und erforderten das zurückholen des Viehs in den sicheren Stall. Die Deiche waren zu der Zeit noch primitiv erbaut, aber der von Menschenhand mühsam aufgeschüttete Warfenhügel bot Sicherheit. So entstand auf dieser Warf der Ort Hol – um, aus hol – zurück.
Eine Besonderheit im ostfriesischen Raum ist die 1804 erbaute Seriemer Mühle. Sie ist heute denkmalgeschützt und kann ganzjährig kostenlos besichtigt werden. Die historisch bedeutende Mühle kann in allen Details lauf- und vorführfähig am Wind stehen und Demonstrationen alter Mahlkunst abliefern.